# غاري إل. نورث
غاري إل. نورث (بالإنجليزية: Gary L. North)‏ هو ضابط أمريكي، ولد في 1954.